# Deine Korrespondentin
Deine Korrespondentin ist ein deutschsprachiges Onlinemagazin mit Sitz in Berlin. Es wurde 2015 von der Journalistin Pauline Tillmann zusammen mit sechs Kolleginnen gegründet. Die Redaktion besteht aus zehn freiberuflichen Auslandskorrespondentinnen, die über Frauen in aller Welt berichten. Das verlagsunabhängige Medium wurde als Startup mit Crowdfunding aufgebaut.

## Hintergrund
Nach deutschen und Schweizer Studien arbeiten in Politik- und Ausland-Ressorts von etablierten Medien etwa 70 Prozent Männer. Laut Gründerin Pauline Tillmann zeigen Untersuchungen, dass in deutschen Medien etwa viermal mehr über Männer als über Frauen berichtet wird. Als freie Autorin sei es schwer Geschichten und Reportagen über Frauen in klassischen Medien zu veröffentlichen. Dafür sei oft kein Platz. In manchen Gegenden der Welt kämen nur Frauen überhaupt mit Frauen in Kontakt, so Veronika Eschbacher, die auch für die Deutsche Presse-Agentur aus Afghanistan und Pakistan berichtet. Es gebe ein ganzes Spektrum an Frauengeschichten aus diesen Regionen, die keine „klischeehaften Opfergeschichten“ seien, Reportagen über Frauen seien jedoch in den Zeitungen, für die sie schreibt, „auf der untersten Interessensstufe“ gelagert.

## Finanzierung
Für ihre Idee warben Tillmann und ihre Kolleginnen auf der Crowdfunding-Plattform startnext. 6500 Euro Startkapital kamen schließlich zusammen, womit das Magazin im Mai 2015 online gehen konnte. Es finanziert sich seitdem über Abonnements und Direktspenden. Ein Drittel der Unterstützer sind Männer. Daneben ermöglicht die Zusammenarbeit mit Zeitungen aus Deutschland, Österreich und der Schweiz, dass alle Autorinnen bezahlt werden. So ist die Frankfurter Rundschau für ihre Serie „Wie emanzipiert ist Europa?“ eine Kooperation mit „Deine Korrespondentin“ eingegangen, in deren Verlauf über den Stand der Gleichberechtigung in Belgien, Spanien, Lettland, Ungarn, Russland, Frankreich und Deutschland berichtet wurde.
„Deine Korrespondentin“ ist im „Arbeitskreis Digitale Publisher“ mit anderen kleinen verlagsunabhängigen Portalen zusammengeschlossen. Als 2020 Pläne der Bundesregierung zur Förderung des digitalen Wandels traditioneller Printmedien bekannt wurden, mahnte der Arbeitskreis in einem Offenen Brief die Wettbewerbsverzerrung auf Kosten jener an, „die in den vergangenen Jahren mit erheblichen Risiken und meist ohne jede Förderung neue journalistische Angebote aufgebaut haben“.

## Redaktion
Zur Redaktion gehören zehn professionelle, freiberufliche Korrespondentinnen, die aus dem Nahen Osten, Afghanistan, Südamerika und den USA, Afrika, West- und Osteuropa und ganz Deutschland berichten. Sie liefern einmal in der Woche – immer mittwochs – ein ausführliches Porträt, eine Reportage oder ein Interview. Pauline Tillmann ist Chefredakteurin und Geschäftsführerin. Sie arbeitete zuvor als Reporterin und Autorin, unter anderem für den Bayerischen Rundfunk, den Deutschlandfunk und verschiedene deutsche Zeitungen. Bis 2015 war sie freie Korrespondentin in St. Petersburg. Außerdem schreiben Gastautorinnen für das Magazin. Die Redaktion setzt Podcasts und Video-Formate ein.

## Auszeichnung
2018 wurde „Deine Korrespondentin“ als eins von 32 Unternehmen Titelträgerin der „Kultur- und Kreativpiloten Deutschland“.